# Кубок Іспанії з футболу 1917
Кубок Іспанії з футболу 1917 — 17-й розіграш кубкового футбольного турніру в Іспанії. Титул вп'яте здобув Мадрид. 

## Календар
| Раунд        | Дата                                                                           | Матчі | Клуби |
| ------------ | ------------------------------------------------------------------------------ | ----- | ----- |
| Перший раунд | 11 березня - 22 квітня/ 18 березня - 29 квітня/ 19 березня 1917 (перегравання) | 4+1   | 6 → 4 |
| 1/2 фіналу   | 1 квітня - 1 травня/ 8 квітня - 6 травня/ 10-29 квітня 1917 (перегравання)     | 4+1+1 | 4 → 2 |
| Фінал        | 13 травня/ 15 травня 1917 (перегравання)                                       | 1+1   | 2 → 1 |

## Перший раунд
| Команда 1          | Заг. | Команда 2        | 1-й матч | 2-й матч |
| ------------------ | ---- | ---------------- | -------- | -------- |
| 11/18 березня 1917 |      |                  |          |          |
| Мадрид             | 9:3  | Севілья          | 8:1      | 1:2      |
| 22/29 квітня 1917  |      |                  |          |          |
| Спортінг (Хіхон)   | 0:8  | Аренас Клуб Гечо | 0:1      | 0:7      |

Перегравання
| Команда 1       | Рахунок | Команда 2 |
| --------------- | ------- | --------- |
| 19 березня 1917 |         |           |
| Мадрид          | 4:1     | Севілья   |

## 1/2 фіналу
| Команда 1        | Заг. | Команда 2           | 1-й матч | 2-й матч |
| ---------------- | ---- | ------------------- | -------- | -------- |
| 1/8 квітня 1917  |      |                     |          |          |
| Мадрид           | 5:4  | Еспанья (Барселона) | 4:1      | 1:3      |
| 1/6 травня 1917  |      |                     |          |          |
| Аренас Клуб Гечо | 4:1  | Реал Віго           | 2:1      | 2:0      |

| Команда 1      | Рахунок | Команда 2           |
| -------------- | ------- | ------------------- |
| 10 квітня 1917 |         |                     |
| Мадрид         | 2:2     | Еспанья (Барселона) |
| 29 квітня 1917 |         |                     |
| Мадрид         | 1:0     | Еспанья (Барселона) |

## Фінал
| 13 травня 1917 |

| Мадрид | 0:0 дч   | Аренас Клуб Гечо |
| ------ | -------- | ---------------- |
|        | Протокол |                  |

| Камп де ла Індустрія, Барселона Глядачів: 6 000 Арбітр: Франсіско Бру |

Перегравання
| 15 травня 1917 |

| Мадрид                 | 2:1 дч   | Аренас Клуб Гечо |
| ---------------------- | -------- | ---------------- |
| Петі 75' Альварес 113' | Протокол | Суарес 15'       |

| Камп де ла Індустрія, Барселона Глядачів: 2 500 Арбітр: Франсіско Бру |